# Shahid Khaqan Abbasi
Shahid Khaqan Abbasi (Karachi, 27 de diciembre de 1958) es un político pakistaní, que sirvió como primer ministro de Pakistán desde el 1 de agosto de 2017 hasta el 31 de mayo de 2018. Es miembro de la Liga Musulmana de Pakistán (N), partido en el poder. Abassi previamente sirvió como ministro de Petróleo y Recursos Naturales durante el tercer gobierno de Nawaz Sharif entre 2013 y 2017 y, brevemente, fue ministro de Comercio en 2008.
Nacido en Karachi en 1958, Abbasi fue educado en la Lawrence College de Murree. Obtuvo una licenciatura de la Universidad de California, Los Ángeles, antes de obtener un máster en la Universidad George Washington. Antes de ingresar a la política, trabajó como ingeniero profesional en varios proyectos en los Estados Unidos y en el Oriente Medio.
Abbasi comenzó su carrera política después de la muerte de su padre en 1988, y desde entonces ha sido elegido miembro de la Asamblea Nacional seis veces para la circunscripción NA-50 (Rawalpindi). Después de la victoria de la Liga Musulmana de Pakistán (N) en las elecciones generales de 1997, desempeñó el cargo de presidente de la aerolínea Pakistán International Airlines hasta el golpe de Estado paquistaní de 1999. Después de la formación de un gobierno de coalición tras las elecciones generales de 2008, fue brevemente ministro de Comercio en el gobierno de Gillani. Después de las elecciones generales de 2013, fue nombrado ministro de Petróleo y Recursos Naturales en el tercer gobierno de Sharif, donde sirvió desde 2013 hasta la dimisión del primer ministro Nawaz Sharif después del escándalo de los Papeles de Panamá en julio de 2017. En agosto de 2017, se convirtió en el nuevo primer ministro de Pakistán.

## Primeros años y educación
Abassi nació el 27 de diciembre de 1958 en Karachi, Pakistán. Es hijo del también político Khaqan Abbasi quien fue ministro durante la presidencia de Muhammad Zia-ul-Haq. Abassi comenzó sus estudios primarios en su lugar de origen, en Karachi y más tarde estudió en la Lawrence College de Murree, Pakistán. En 1978, Abassi fue a la Universidad de California en Los Ángeles, Estados Unidos para estudiar Ingeniería eléctrica donde acabó licenciándose. En 1985, fue a la Universidad George Washington donde consiguió un máster en ingeniería eléctrica y obtuvo el certificado oficial de ingeniero eléctrico.

## Carrera profesional
Abbasi es ingeniero eléctrico. Tras graduarse en la George Washington, trabajó en diferentes proyectos en los Estados Unidos en la década de 1980, antes de mudarse a Arabia Saudí, dónde se unió a la industria de gas y petróleo y se involucró en numerosos proyectos eléctricos.
Abbasi es un hombre de negocios adinerado y es conocido en Pakistán por ser un experto aviador. En 2003, Abbasi fundó Airblue Limited, una aerolínea de bajo coste en la que sirvió como Presidente hasta 2007. Posteriormente se convirtió en jefe de operaciones de la aerolínea. A día de hoy, Abbasi continúa siendo el propietario de la aerolínea a pesar de haber negado ser accionista, diciendo que no ha visitado la oficina de la aerolínea desde hace más de dos años.

## Carrera política
Abbasi comenzó su carrera política tras la muerte de su padre en abril de 1988 y fue elegido para la Asamblea Nacional de Pakistán por primera vez ese mismo año. Fue elegido para el mismo puesto que ocupó su padre hasta su muerte. Tras ganar las elecciones, se unió a la alianza política Islami Jamhoori Ittehad (Alianza Democrática Islámica).
Fue reelegido a la Asamblea Nacional por el distrito de Rawalpindi como candidato de la Islami Jamhoori Ittehad en las elecciones parlamentarias de Pakistán de 1990 y fue nombrado Secretario Parlamentario de Defensa. Volvió a ser reelegido en las elecciones de 1993 por el mismo distrito representando a la Liga Musulmana de Pakistán (N), tiempo durante el cual desempeñó sus funciones como Presidente de la Comisión Permanente de la Asamblea Nacional sobre Defensa.
Fue reelegido por cuarta vez en su distrito en las elecciones de 1997. Ese mismo año, fue nombrado Presidente de la Pakistan International Airlines por el primer ministro Nawaz Sharif Su mandato al frente de la aerolínea terminó tras el golpe de Estado de 1999, durante el cual, el General Pervez Musharraf derrocó al gobierno de Nawaz Sharif. Abbasi junto con Nawaz Sharif y otros fueron acusados de un infame caso de secuestro de aviones. Se le imputaron cargos por impedir el aterrizaje del avión de Pervez Musharraf en el Aeropuerto Internacional Jinnah en su regreso de Sri Lanka el 12 de octubre de 1999. Abbasi fue supuestamente presionado para proporcionar un testimonio falso contra Nawaz Sharif por el caso de secuestro, algo a lo que este se negó. Abbasi se enfrentó a un tribunal militar que le comunicó su arresto. Fue encarcelado durante dos años y fue absuelto por el tribunal en marzo de 2001. En 2008, Abbasi alegó en una entrevista que él mismo tomó el control del avión en 1999.
En las elecciones de 2002 luchó por un asiento en la Asamblea Nacional como candidato de la Liga Musulmana de Pakistán (N) pero por primera vez, perdió ante el candidato del Partido del Pueblo Pakistaní (PPP). Abbasi dijo que el exilio de Nawaz Sharif decepcionó a la gente puesto que su partido solo consiguió en estas elecciones 19 de los 342 asientos que tiene la Asamblea Nacional.
A pesar de esto, fue reelegido en las elecciones de 2008. Estas elecciones dieron lugar a un parlamento dividido en el cual, el partido de Abbasi consiguió ser la segunda fuerza con 89 asientos. Sin embargo, el partido mayoritario, PPP, organizó una coalición con otros partidos y Yousaf Raza Gillani fue elegido primer ministro. Al poco tiempo, Abbasi fue elegido ministro Federal de Comercio., sin embargo, ocupó el cargo muy poco tiempo debido a las diferencias con el primer ministro.
Abbasi fue reelegido por sexta vez como candidato de la Liga Musulmana de Pakistán (N) para las elecciones de 2013 y, tras ganar éstas, fue incluido en el Gabinete del primer ministro Nawaz Sharif como ministro de Petróleo y Recursos Naturales. Durante su mandato como ministro de Petróleo y Recursos Naturales, fue acusado de corrupción debido a diversas irregularidades, acusaciones que él negó. El 28 de julio de 2017, cesó como ministro de Petróleo y Recursos Naturales tras el cese del Gobierno Federal debido a la dimisión del primer ministro Nawaz Sharif tras el caso de los papeles de Panamá.

## Primer ministro

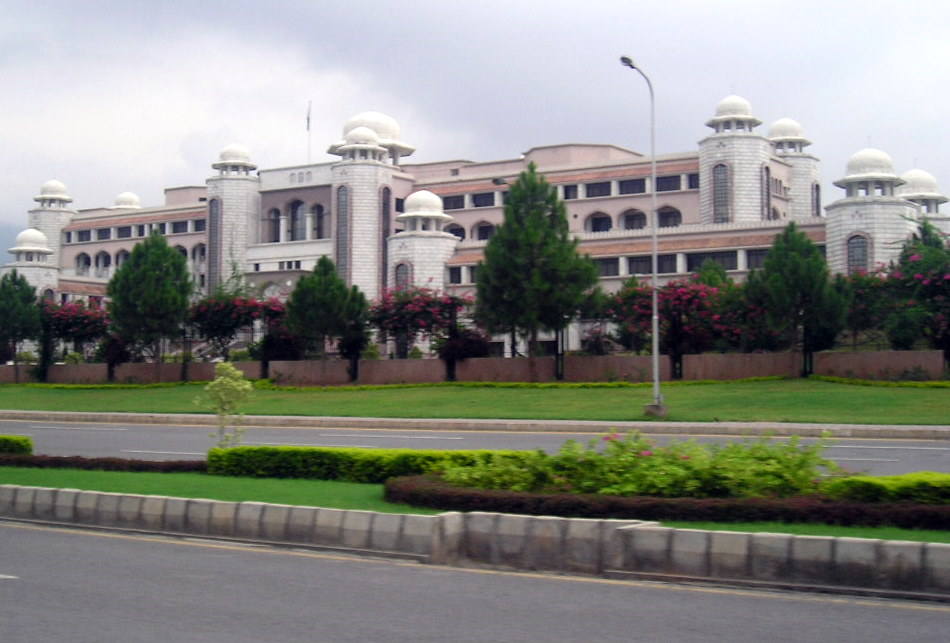
Palacio del primer ministro de Pakistán

El 29 de julio de 2017, Nawaz Sharif designó a su hermano Shehbaz Sharif como sucesor pero Shehbaz no era miembro de la Asamblea Nacional de Pakistán, por lo que no podía ser nombrado primer ministro. Por lo tanto, y como Abbasi era leal a Nawaz, fue elegido como temporalmente primer ministro durante 45 días, dando tiempo a Shehbaz para disputar las elecciones de la vacante que dejó Nawaz y así poder formar parte de la Asamblea Nacional y poder ser elegido primer ministro.
El 1 de agosto de 2017 fue formalmente elegido Primer ministro de Pakistán por la Asamblea Nacional tras derrotar a su oponente Naveed Qamar del PPP por 221 votos a 47. Dirigiéndose a la Asamblea Nacional tras ser elegido dijo: "Puedo estar aquí por 45 días o 45 horas, pero no estoy aquí para mantener el asiento caliente. Pretendo trabajar y hacer algunas cosas importantes". Pocas horas después, tomó juramento en el Palacio Presidencial. Tras convertirse en primer ministro, se informó que era probable que Abbasi continuase como primer ministro durante los próximos 10 meses hasta las elecciones parlamentarias de 2018 debido a la reluctancia de los líderes de la Liga Musulmana de Pakistán (N), quienes temen que si Shahbaz abandona el cargo de jefe de Gobierno de la provincia de Punyab podría debilitar la posición del partido en esta provincia, la más poblada de Pakistán y que aporta 183 de los 342 asientos que tiene la Asamblea Nacional de Pakistán, jugando un papel crucial para determinar el futuro gobierno del país.
Tras asumir el cargo de primer ministro, Abbasi, tras consultarlo con el primer ministro saliente Nawaz Sharif, formó su gabinete con 27 ministros federales y 16 ministros de Estado. El gabinete, que está formado por el partido de la Liga Musulmana de Pakistán (N) y por sus socios de gobierno, juraron sus cargos el 4 de agosto. Abbasi introdujo en el gabinete a un parlamentario Hindú, Darshan Punshi, algo que no ocurría desde hacía 20 años. Abbasi creó siete nuevos ministerios, con el fin de mejorar la gobernabilidad y la eficiencia y dar cabida a los nuevos miembros del gabinete. Abbasi mantiene el mando sobre el ministerio de nueva creación de Energía, que abarca el ámbito del petróleo y otras energías.
Como primer ministro, Abbasi visitó Karachi el 12 de agosto de 2017 y prometió 25.000 millones de rupias (240 millones de dólares) y 5.000 millones de rupias(47 millones de dólares) para Karachi y Hyderabad, respectivamente, para el desarrollo de infraestructuras. Tras el anuncio de la nueva política sobre Afganistán por el presidente de los Estados Unidos, Donald Trump, en la que acusó y criticó a Pakistán por apoyar el terrorismo de Estado, Abbasi, en su calidad de primer ministro, realizó su primer viaje a Arabia Saudí el 23 de agosto de 2017, donde se reunió con el príncipe heredero Mohammad bin Salman para discutir la nueva política estadounidense y fortalecer aún más las relaciones bilaterales entre Pakistán y Arabia Saudita, tensando las relaciones entre Pakistán y los Estados Unidos.
En septiembre de 2017, viajó a los Estados Unidos para hablar en el 72 periodo de sesiones de la Asamblea General de la ONU. Durante el viaje se reunió con el Vicepresidente americano Mike Pence y el Presidente Donald Trump.

## Vida personal y familiar
Abbasi está casado y tienes 3 hijos. Pertenece al clan de los Dhund Abbasis, que es el predominante en el norte de Punyab. Es uno de los parlamentarios más adinerados de Pakistán, con una fortuna de entre 1.300 millones y 2.300 millones Rupias (10,4 a 18,5 millones de €). Sus bienes incluyen acciones de la aerolínea Airblue, una casa en Islamabad, una cadena de restaurantes y diversas propiedades en Murree, Pakistán.
Abbasi pertenece a una familia acomodada y con un largo historial en política. Su padre, Khaqan Abbasi, fue un comandante de la Fuerza Aérea Pakistaní quien más tarde entró en la política y murió en un accidente militar en 1988 junto con otras 100 personas. Su hermano, Zahid Abbasi, resultó herido en ese mismo accidente, quedando en coma y muriendo en 2005 tras 17 años en el hospital.
Sadia Abbasi, su hermana, es miembro del Senado de Pakistán. Su cuñado, el General Muhammad Riaz Abbasi, fue el director general de la agencia de inteligencia pakistaní Inter-Services Intelligence entre 1977 y 1979.
Abbasi es un entusiasta de la aviación y un aficionado al paracaidismo. Se le considera una persona reservada y ligeramente tímida.